# Achilles Scorzelli Júnior
Achilles Scorzelli Júnior (8 de novembro de 1908 – 2 de fevereiro de 1984) foi um médico brasileiro.
Foi eleito membro da Academia Nacional de Medicina em 1964, ocupando a cadeira 55, que tem José Octávio de Freitas como patrono.